# Camperdown (Anglia)
Camperdown – osada w Anglii, w Tyne and Wear, w dystrykcie metropolitalnym North Tyneside. Leży 7,9 km od miasta Newcastle upon Tyne i 405 km od Londynu. W 2011 miejscowość liczyła 10 332 mieszkańców.